# Nöhrenhaus
Nöhrenhaus ist eine Ortslage in der bergischen Großstadt Solingen. 

## Lage und Beschreibung
Nöhrenhaus befindet sich im äußersten Westen des Stadtbezirks Burg/Höhscheid unmittelbar an der Grenze zu Aufderhöhe. Der Ort liegt zusammen mit dem Nachbarort Nöhrenkotten weitgehend abseits städtischer Bebauung im Nacker Bachtal, das sich zwischen dem Katternberger Riedel und der Löhdorfer Hochfläche befindet. Von der nach dem Ort benannten Nöhrenhauser Straße zweigt am Nöhrenhaus eine Stichstraße nach Osten ab, an der die zu dem Ort gehörenden Gebäude liegen. Westlich mündet der von Höhscheid kommende Pilghauser Bach in den Nacker Bach. 
Benachbarte Orte sind bzw. waren (von Nord nach West): Delle, Nöhrenkotten, Untenkatternberg, Neuenhaus, Neuenhauser Kotten, Schirpenberg, Brachen, Brücke, Steinendorf und Neu-Löhdorf.

## Geschichte
Der Ort ist seit dem 19. Jahrhundert auf Kartenwerken verzeichnet und entstand südlich des seit Anfang des 18. Jahrhunderts nachgewiesenen Nöhrenkottens. Die Topographische Aufnahme der Rheinlande von 1824 und die Preußische Uraufnahme von 1844 iverzeichnen den Ort beide nicht. Die Preußische Neuaufnahme von 1892 verzeichnet den Ort als Nöhrenhaus. In der Karte Stadt- und Landkreis Solingen des Landmessers August Hofacker von 1898 ist der Ort ebenfalls als Nöhrenhaus benannt. Dieser Name gab später auch der in Serpentinen verlaufenden Verbindungsstraße zwischen Brücke und Untenkatternberg den Namen, der Nöhrenhauser Straße.
Der Ort gehörte nach Gründung der Mairien und späteren Bürgermeistereien zur Bürgermeisterei Höhscheid, die im Jahre 1856 das Stadtrecht erhielt, und lag dort in der Flur I. Katternberg. 
Mit der Städtevereinigung zu Groß-Solingen im Jahre 1929 wurde Nöhrenhaus ein Ortsteil Solingens.